# Барановиці (Вроцлавський повіт)
Барановиці (пол. Baranowice) — село в Польщі, у гміні Конти-Вроцлавські Вроцлавського повіту Нижньосілезького воєводства.
Населення — 182 особи (2011).
У 1975-1998 роках село належало до Вроцлавського воєводства.

## Демографія
Демографічна структура станом на 31 березня 2011 року:
|          | Загалом | Допрацездатний вік | Працездатний вік | Постпрацездатний вік |
| -------- | ------- | ------------------ | ---------------- | -------------------- |
| Чоловіки | 87      | 19                 | 60               | 8                    |
| Жінки    | 95      | 20                 | 57               | 18                   |
| Разом    | 182     | 39                 | 117              | 26                   |